# Tjelovek niotkuda
Tjelovek niotkuda (russisk: Человек ниоткуда) er en sovjetisk spillefilm fra 1961 af Eldar Rjasanov.

## Medvirkende
- Sergej Jurskij
- Jurij Jakovlev som Vladimir Porazjajev
- Anatolij Papanov som Krokhaljov
- Ljudmila Gurtjenko som Lena
- Anatolij Adoskin som Mikhail
- Jurij Nikulin